# Pseudione
Pseudione är ett släkte av kräftdjur som beskrevs av Kossman 1881. Pseudione ingår i familjen Bopyridae.

## Dottertaxa tillPseudione, i alfabetisk ordning[1][2]
- Pseudione affinis
- Pseudione ampla
- Pseudione andamanicae
- Pseudione biacuta
- Pseudione borealis
- Pseudione brandaoi
- Pseudione brattstroemi
- Pseudione calcinii
- Pseudione callianassae
- Pseudione chiloensis
- Pseudione clevai
- Pseudione clibanaricola
- Pseudione cognata
- Pseudione compressa
- Pseudione confusa
- Pseudione crenulata
- Pseudione dohrni
- Pseudione elongata
- Pseudione fibriata
- Pseudione galacanthae
- Pseudione giardi
- Pseudione hanseni
- Pseudione hayi
- Pseudione hyndmanni
- Pseudione incerta
- Pseudione indica
- Pseudione intermedia
- Pseudione itsindrae
- Pseudione japanensis
- Pseudione kensleyi
- Pseudione kossmanni
- Pseudione laevis
- Pseudione longicauda
- Pseudione magna
- Pseudione minimocrenulata
- Pseudione munidae
- Pseudione murawaiensis
- Pseudione nephropsi
- Pseudione nobilii
- Pseudione novaeguineensis
- Pseudione overstreeti
- Pseudione panopei
- Pseudione parviramus
- Pseudione pontocari
- Pseudione quasimodo
- Pseudione retrorsa
- Pseudione sagamiensis
- Pseudione stylopoda
- Pseudione subcrenulata
- Pseudione tattersalli
- Pseudione tuberculata